# فهرست دانشمندان و مهندسان معاصر ایران

این فهرست دانشمندان و صاحبنظران علمی و هنری معاصر ایران است که در ایران یا دیگر کشورهای جهان زندگی و فعالیت میکنند. برخی از این دانشمندان، علومی نوین و یا ابداعی جدید را برای اولین بار به جهان ارائه کرده اند و در واقع مرزهای آن دانش را گسترده تر کرده اند.

## ا
- هاله افشار، دانشگاه یورک[۱]
- مسعود علی‌محمدی، استاد دانشکده فیزیک دانشگاه تهران
- فرهاد اردلان، فیزیک‌دان، پژوهشگاه دانش‌های بنیادی
- نیما ارکانی حامد، استاد، مؤسسه مطالعات پیشرفته
- تورج اتابکی، استاد تاریخ اجتماعی خاورمیانه و آسیای مرکزی، دانشگاه آمستردام[۲]
- کامران الهیان، کارآفرین[۳]
- پیر امیدیار، بنیانگذار ئی‌بی[۴]

## ب
- مهدی بهادری‌نژاد، استاد مهندسی مکانیک
- شائول بخاش، تاریخ‌دان، دانشگاه جرج میسون
- نریمان بهروش، اقتصاددان ارشد[۵]
- محمود بهزاد، پدر علم زیست‌شناسی مدرن ایران
- مینا بیسل، مدیر دانشگاه کالیفرنیا، برکلی بخش علوم زیست[۶]
- بهروز برومند

## پ
- کاوه پهلوان، Professor and Director of CWINS، مؤسسه پلی‌تکنیک ورسستر[۷]
- محمدهاشم پسران، Fellow of Trinity College, Fellow of The آکادمی بریتانیایی، former Director of the Applied Econometrics Program at دانشگاه کالیفرنیا، لس‌آنجلس، founding editor of the Journal of Applied Econometrics، دانشگاه کمبریج[۸][۹]
- بیژن پاکزاد

## ت
- کامران تلطف، استاد تمام، دانشگاه آریزونا

## ث
- پردیس ثابتی، geneticist, Assistant Professor, Center for Systems Biology and Department of Organismic and Evolutionary Biology، دانشگاه هاروارد

## ج
- علی اکبر جلالی، استاد تمام، دانشگاه علم و صنعت ایران.[۱۰]
- علی جوان، فیزیک‌دان و مخترع لیزر گازی در مؤسسه فناوری ماساچوست
- کمال‌الدین جناب، فیزیکدان پیشرو

## ح
- محمدرضا حافظ‌نیا، استاد تمام، دانشگاه تهران
- علی حاجی‌میری، مؤسسه فناوری کالیفرنیا، co-founder of Axiom Microdevices Inc.[۱۱]
- سید مجید حسنی زاده، استاد تمام نقشه‌کشی آبهای روی زمین، تخصص: نظریه‌های محیط متخلخل (دانشگاه اوترخت (در مرکز هلند)).[۱۲]
- بابک حسیبی، استاد تمام مهندسی برق، مؤسسه فناوری کالیفرنیا[۱۳]
- محمود حسابی، فیزیک‌دان، پدر فیزیک جدید در ایران

## د
- تورج دریایی، ایران‌شناس و مورخ، دانشگاه کالیفرنیا، ارواین

## ر
- علیرضا ربیع، Founding Chair of the Middle East Citizens Assembly (MECA)، دانشگاه مریلند در کالج پارک
- یحیی رحمت سمیعی، former Chair of Electrical Engineering Department، دانشگاه کالیفرنیا، لس‌آنجلس[۱۴]
- بهزاد رضوی، مدیر آزمایشگاه مدارهای مخابراتی دانشگاه کالیفرنیا، لس آنجلس و نویسنده کتاب مرجع الکترونیک برای اکثر دانشگاه‌های مطرح دنیا.[۱۵]
- مصطفی رونقی، Chief Technology Officer and Senior Vice President، Illumina.

## ز
- عبدالحسین زرین‌کوب، scholar of Iranian literature, history of literature, Persian culture and history

## س
- مجید سمیعی، جراح مغز و اعصاب و دانشمند
- محمد سهیمی، Chair of Chemical Engineering Department، دانشگاه کالیفرنیای جنوبی[۱۶]
- فرخ سعیدی، Fellow of the Academy of Sciences for the Developing World, Permanent Member of فرهنگستان علوم پزشکی، Emeritus Professor and Chief of Surgery، دانشگاه علوم پزشکی شهید بهشتی، former Dean of School of Medicine، دانشگاه شیراز، شیراز دانشگاه علوم پزشکی شیراز
- محمد نبی سربلوکی، استاد تمام شیمی فیزیک ماکرومولکولی، دانشگاه تهران
- حسین سیف‌زاده، استاد تمام دانشکده علوم سیاسی، دانشگاه تهران

## ش
- محمد شاهیده‌پور، رئیس سابق دانشکده تحصیلات و دانشیار VP پژوهش‌ها، مؤسسه فناوری ایلینوی[۱۷]
- فریدون شهیدی، Distinguished Professor of Mathematics، دانشگاه پردیو
- امین شکراللهی، Professor of I&C faculty and the head of ALGO lab، مؤسسه پلی‌تکنیک فدرال لوزان، سوئیس[۱۸]
- مجتبی شمسی‌ پور، استاد تمام شیمی تجزیه دانشگاه رازی و دانشمند برتر جهان در سال 2006 میلادی

## ص
- جواد صالحی، inventor of optical دسترسی چندگانه تقسیم کدی، Professor, Department of Electrical Engineering، دانشگاه صنعتی شریف[۱۹]

## ع
- عباس عدالت، استاد علوم کامپیوتر و ریاضیات، کالج سلطنتی لندن.[۲۰]

## ف
- محمود فرشچیان

## ق
- زوبین قهرمانی، استاد تمام سازمان مهندسی اطلاعات، دانشگاه کمبریج[۲۱]

## ک
- مهران کاردار، فیزیک‌دان، مؤسسه فناوری ماساچوست.[۲۲]
- احمد کریمی حکاک، بنیانگذار مرکز مطالعات فارسی، دانشگاه مریلند در کالج پارک[۲۳]
- امید کردستانی، Senior Vice President, Worldwide Sales and Field Operations، گوگل[۲۴]
- ناصر کاتوزیان،حقوق دان،دانشگاه حقوق و علوم سیاسی تهران
- سعید کورنگ بهشتی، مهندس عمران، مجری طرح میدان امام علی (عتیق) اصفهان [۲۵] [۲۶]و پایه گذار احداث نمایشگاه بین‌المللی اصفهان [۲۷] [۲۸][۲۹]و منتخب مهندس برتر استان در روز مهندس  سال 1397 [۳۰] [۳۱]

## گ
- وارتان گرگوریان، رئیس، شرکت کارنگی نیویورک[۳۲]
- علی گرجی
- ابوالقاسم گرجی

## ل
- کارو لوکس، دانشمند، استاد تمام و مدیر مؤسس قطب علمی کنترل و پردازش هوشمند(CIPCE)، دانشکده مهندسی برق و کامپیوتر، دانشگاه تهران،[۳۳] and a researcher at the School of Cognitive Sciences (SCS)، پژوهشگاه دانش‌های بنیادی (IPM), Tehran, Iran.
- لطفی زاده، مبدع منطق فازی و مجموعه‌های فازی، دانشگاه کالیفرنیا، برکلی معروف به پروفسور زاده.

## م
- V. K. Margussian, (Marghussian) Founder of the Modern Ceramics Science and Technology in Iran دانشگاه علم و صنعت ایران[۳۴]
- مریم میرزاخانی، استاد تمام ریاضی، دانشگاه استنفورد
- محسن مصطفوی، رئیس، دانشگاه کرنل College of Architecture, Art, and Planning.[۳۵]
- عباس میلانی، Director of Iranian Studies Program، دانشگاه استنفورد
- فرزانه میلانی، Director of Studies in Women and Gender، دانشگاه ویرجینیا
- مریم میرزاخانی، Professor of Mathematics، دانشگاه پرینستون
- پرویز معین، Franklin P. and Caroline M. Johnson Professor of Mechanical Engineering، دانشگاه استنفورد.[۳۶]
- علیرضا مشاقی، استاد دانشگاه و پژوهشگر در دانشگاه هاروارد آمریکا و دانشگاه لیدن هلند
- رکسانا مصلحی، Assistant Professor, Department of Epidemiology and Biostatistics, School of Public Health and Cancer Research Center, University of New York (دانشگاه ایالتی نیویورک)[۳۷]
- حمید مولانا، مدیر بخش ارتباطات بین‌الملل دانشگاه امریکن در واشینگتن دی سی و رئیس سابق انجمن بین‌المللی رسانه و پژوهش ارتباطات[۳۸]
- سید حسین میرشمسی، پدر واکسن ایران
- علی ملک حسینی

## ن
- فیروز نادری، associate director, Project Formulation and Strategy، آزمایشگاه پیشرانه جت، ناسا
- سید حسین نصر، فیلسوف، دانشگاه جورج واشینگتن
- صادق نظام‌مافی، بنیانگذار پزشکی هسته‌ای ایران
- فرزاد ناظم، former Chief Technical Officer and Executive Vice President، یاهو![۳۹]

## و
- کامران وفا، فیزیک‌دان، دانشگاه هاروارد

## ی
- احسان یارشاطر، استاد تمام برجسته، دانشگاه کلمبیا[۴۰]